# Parti pirate (Canada)
Pour Parti pirate, voir Liste des partis pirates.
Le Parti pirate du Canada (anglais : Pirate Party of Canada) est un parti politique canadien fondé en 2009. Ce parti s'attache notamment à réformer les droits d'auteur et le système de brevets au Canada. En novembre 2010, il revendiquait plus de 2 000 membres.
Le 19 octobre 2017, le Parti pirate a perdu son enregistrement par Élections Canada pour ne pas avoir de produit son rapport financier.

## Programme
Établi en 2009, le Parti Pirate du Canada a pour buts de réformer les droits d’auteur, de réformer le système de brevets, de protéger les droits des citoyens canadiens à la vie privée, de défendre la neutralité du Web et de promouvoir le gouvernement libre.

## Objectifs
Le parti veut :
- réformer les droits d’auteur ;
- réformer le système de brevets ;
- renforcer le droit à la vie privée ;
- défendre la neutralité du Web ;
- promouvoir le « gouvernement libre ».

### Réformer les droits d'auteur
Le Parti pirate du Canada souhaite modifier les droits d’auteur de manière que les artistes puissent créer plus facilement à partir des précédentes œuvres et qu’ils puissent choisir leur propre mode de distribution selon leurs besoins. Il veut également aider les artistes à trouver d’autres moyens de rémunération que par la vente de fichiers audionumériques : en produisant davantage de spectacles, en vendant des articles de promotions et, si la situation le permet, en évaluant l’introduction de redevances pour les divers artistes canadiens. Le parti vise à ajuster les droits d’auteur afin de permettre aux consommateurs de créer des copies personnelles non commerciales légalement, dans le but de promouvoir les artistes et de rendre la culture accessible
.

### Réformer le système de brevets
Le Parti pirate du Canada veut bannir les brevets sur les logiciels informatiques afin de stimuler l’innovation ainsi que de permettre aux nouvelles entreprises en démarrage d’entrer dans le marché sans avoir la crainte d’être poursuivies en justice. De plus, il envisage également bannir les brevets sur toute forme de vivant, car « nous croyons que le fait qu’une entreprise possède des ingrédients de la vie humaine soit totalement contraire à l’éthique. »

### Renforcer le droit à la vie privée
Le parti veut améliorer les lois sur la vie privée de manière qu’elles soient similaires à celles déjà existantes pour les communications de type non numérique, telle que la poste traditionnelle. De plus, il s'efforce d’assurer que l’accès du gouvernement sur les informations personnelles des citoyens soit attribué selon des raisons valables et, dans le cas des enquêtes criminelles, démontrables.

### Défendre la neutralité du Web
Le Parti Pirate du Canada veut adopter une loi obligeant les fournisseurs d'accès à Internet à offrir le même niveau de service à tous les logiciels, sans discrimination. En d'autres mots, cette pratique vise à assurer que les clients obtiennent exactement le service pour lequel ils paient, sans aucune exception ou condition, indépendamment des services spécifiques utilisés, tels que Skype ou les réseaux de partage pair à pair.

### Promouvoir le gouvernement libre et l’accès libre à l’information
Le parti a comme but d’assurer que le gouvernement travaille pour ses citoyens et non pas le contraire. Le Parti Pirate du Canada défend la notion de « gouvernement libre ». Cette notion stipule que les actions et les données produites par le gouvernement doivent être disponibles publiquement aux Canadiens quand la situation le permet, en utilisant des formats libres et standardisés (sans favoriser les technologies propriétaires ou fermées). Il s'efforce également de garantir que toutes les recherches subventionnées par l’argent des contribuables soient disponibles publiquement en assurant les différents principes de l'accès libre. Ceci ayant pour objectif de maintenir la culture et l'héritage scientifique canadien, tout en assurant un accès égal à ces données par toute la société.